# Joseph Kosinski
Joseph Kosinski, né le 3 mai 1974 à Marshalltown, dans l'Iowa, est un réalisateur américain. Il est reconnu dans le domaine de l'infographie et l'imagerie générée par ordinateur.
Il fait ses débuts de réalisateur sur grand écran avec le film de science-fiction Disney Digital 3-D Tron : L'Héritage, suite du film de 1982 Tron. Son œuvre précédente a été principalement constituée de publicités télévisées, avec notamment Starry Night, la bande-annonce commerciale pour Halo 3, et Mad World, la bande-annonce commerciale pour Gears of War.
Il réalise également Top Gun: Maverick, sorti en 2022, qui rencontre un succès commercial et critique. En 2025, il réalise le film F1 d'Apple Studios.

## Biographie
Joseph Kosinski a grandi à Marshalltown, dans l'Iowa. Il est le fils de Patricia Provost et de Joel Kosinski, un  médecin de famille,.

### Formation
Il est ancien élève du GSAPP, actuellement assistant professeur adjoint de l'architecture où il aide les étudiants dans la modélisation 3D et des graphistes. En 2008, il a parlé en détail sur sa formation en architecture, en poussant les limites de la technique dans des publicités et de ses progressions éventuelles à des longs métrages.

### Carrière
Après avoir déménagé à Los Angeles, en Californie, en 2005, il a commencé à écrire un récit intitulé Oblivion, qui sort en comics en 2010.
En 2007, Warner Bros. l'embauche pour diriger le remake de L'Âge de cristal, un film de science-fiction des années 1970. Le projet n'aboutit finalement pas.
Fort de son expérience dans la 3D, Walt Disney Pictures l'engage pour réaliser Tron : L'Héritage (2010), suite du film culte Tron sorti en 1982. Ce film Disney Digital 3-D et IMAX 3D est notamment tourné grâce à la caméra numérique "Phantom" qui peut capter jusqu'à mille images par seconde. Le tournage dure seulement 64 jours mais nécessite ensuite 68 semaines de post-production.
En 2013, il adapte son propre comics dans le film de science-fiction Oblivion avec Tom Cruise.
Après un budget de 170 millions de dollars pour Tron : L'Héritage, Kosinski dirige ici un nouveau blockbuster au budget de 140 millions.
Il est choisi pour mettre en scène la suite de Tron : L'Héritage, Tron: Ascension, dont le tournage devait débuter en octobre 2015,, mais le projet est finalement abandonné par Disney en mai 2015. Il quitte finalement la science-fiction et s'essaie au film catastrophe pour son troisième long métrage, Line of Fire, diffusé en 2017. Il s'inspire d'un fait réel survenu à une équipe de pompiers d'élite en 2013 à Yarnell.
En mai 2018, il commence le tournage de la suite du film culte, Top Gun de Tony Scott, intitulée Top Gun: Maverick. Il y retrouve Tom Cruise qu'il a dirigé dans Oblivion. La sortie du film est repoussée de nombreuses fois par Paramount Pictures, notamment en raison de la pandémie de Covid-19 et de la fermeture des salles. Le film sortira en 2022, avec un succès mondial colossal.
Entre-temps, il commence le tournage d'un autre film Spiderhead. Écrit par les scénaristes de Deadpool, Rhett Reese et Paul Wernick, ce film de science-fiction met en scène Chris Hemsworth, Jurnee Smollett et Miles Teller. Il est diffusé en juin 2022 sur Netflix.
En 2023, il débute le tournage d'un ambitieux film sur la Formule 1 porté par Brad Pitt. Intitulé F1, le film sera diffusé sur Apple TV+ et au cinéma en 2025. Le film est un record au box-office.

## Filmographie

### Longs métrages
- 2010 : Tron : L'Héritage (Tron: Legacy)
- 2013 : Oblivion (également coproducteur et scénariste)
- 2017 : Line of Fire (Only the Brave)
- 2022 : Top Gun: Maverick
- 2022 : Spiderhead
- 2024 : Twisters de Lee Isaac Chung (crédité comme auteur de l'idée de départ)
- 2025 : F1 (également producteur)

### Court métrage
- 2008 : TR2N

### Publicités
- 2006 : Gears of War : Mad World[11]
- 2006 : Halo 3 : Starry Night
- 2011 : Halo 4 : Awakening

## Récompenses
- 2007 : AICP Show - Meilleurs effets visuels pour la bande annonce de Gears of War (Mad World)

## Bande dessinée
- 2010 : Oblivion de Joseph Kosinski et Arvid Nelson (en), édité chez Radical Studios